# Turoliano
Il Turoliano è un periodo della scala dei tempi geologici, compreso all'interno del Miocene e collocato tra 9,0 e 5,3 milioni di anni fa. Viene utilizzato soprattutto nelle classificazioni delle European Land Mammal Ages, dove segue il Vallesiano e precede il Rusciniano. 
Nella scala classica dei tempi, il Turoliano si sovrappone al Tortoniano e al Messiniano.